# Bill Goodacre
Pour les articles homonymes, voir Goodacre.
William James Goodacre est un homme politique canadien de la Colombie-Britannique, né le 15 août 1951 et mort le 27 janvier 2019. Il est député provincial néo-démocrate de la circonscription britanno-colombienne de Bulkley Valley-Stikine de 1991 à 2001,.

## Biographie
Né à Smithers en Colombie-Britannique, Goodacre étudie l'économie à l'Université de la Colombie-Britannique. Il travaille ensuite comme épicier à la Goodacre's Stores Ltd. et siège au conseil municipal de Smithers.
Goodacre meurt en janvier 2019 à l'âge de 67 ans.